# Sennhof (Bad Schussenried)
Sennhof ist ein Ortsteil der Stadt Bad Schussenried im Landkreis Biberach in Oberschwaben. Er wurde 1666 vom Kloster Schussenried erbaut.
Der Weiler liegt knapp einen Kilometer südlich von Bad Schussenried.